# Herreanthus meyeri
Herreanthus es un género monotípico de planta suculenta perteneciente a la familia Aizoaceae. Su única especie, Herreanthus meyeri, es originaria de Namibia.

## Taxonomía
Herreanthus meyeri fue descrito por Martin Heinrich Gustav Schwantes y publicado en Gartenwelt 32: 514. 1928.